# جوانا مور
جوانا مور (بالإنجليزية: Joanna Moore) هي ممثلة أمريكية، ولدت في 10 نوفمبر 1934 في الولايات المتحدة، وتوفيت بنفس المكان في 22 نوفمبر 1997 بسبب سرطان الرئة. بدأت مشوارها المهني سنة 1957.

## وصلات خارجية
- جوانا مور على موقع IMDb (الإنجليزية)
- جوانا مور على موقع ألو سيني (الفرنسية)
- جوانا مور على موقع تيرنر كلاسيك موفيز (الإنجليزية)
- جوانا مور على موقع أول موفي (الإنجليزية)
- جوانا مور على موقع إن إن دي بي (الإنجليزية)
- جوانا مور على موقع قاعدة بيانات الفيلم (الإنجليزية)